# 1997 у телебаченні
Список 1997 у телебаченні описує події у сфері телебачення, що відбулися 1997 року.

## Події

### Січень
- 1 січня — Початок мовлення нового телеканалу «1+1»[1].
- 24 січня — Ребрендинг телеканалу «ТЕТ-А-ТЕТ» у «ТЕТ» з нагоди 5-річчя каналу.
- Початок мовлення нового київського телеканалу «Заграва»[2].

### Лютий
- 7 лютого — Початок аналогового мовлення телеканалу «ICTV» на 21 ТВК в Житомирі[3].

### Березень
- 1 березня — Зміна графічного оформлення телеканалу «Інтер».
- 5 березня — Початок мовлення нового маріупольського регіонального телеканалу «МТВ»[4].
- 10 березня — Початок мовлення нового дніпропетровського регіонального телеканалу «ТВ Ленд».

### Квітень
- 14 квітня — Перехід аналогового мовлення регіонального телеканалу «ТВ Ленд» з 24 на 23 ТВК у Дніпропетровську.

### Травень
- 23 травня — Початок мовлення нового севастопольського регіонального телеканалу «Амідас»[5].

### Червень
- 2 червня — Початок мовлення нового загальнонаціонального телеканалу «СТБ»[6].
- 12 червня — Початок мовлення нового регіонального муніципального телеканалу «Броди».

### Серпень
- 18 серпня — Ребрендинг дніпропетровського регіонального телеканалу «Sterh» у «11 каналу».
- 24 серпня — Зміна логотипу і графічного оформлення телеканалу «УТ-1».

### Вересень
- 1 вересня
  - Зміна логотипу і графічного оформлення телеканалу «1+1».
  - Початок мовлення нового криворізького регіонального телеканалу «КРТ»[7].
- 20 вересня — Початок мовлення нового маріупольського регіонального телеканалу «ТВ-7»[4].

### Жовтень
- 3 жовтня — Початок мовлення нового польського телеканалу «TVN» на базі телеканалу «TV Wisla»[8].

### Листопад
- 10 листопада — Початок аналогового мовлення телеканалу «СТБ» на 26 ТВК в Житомирі[3].
- Початок мовлення нового регіонального телеканалу «Радехів»[9].

### Грудень
- 22 грудня — Початок мовлення нового київського регіонального телеканалу «КТМ».
- Початок аналогового мовлення телеканалу «Інтер» на 38 ТВК в Тернополі[10].

## Без точних дат
- Літо — Початок мовлення нового харківського регіонального телеканалу «Фора»[11].
- Початок мовлення нового синельниківського регіонального телеканалу «Регіон».
- Початок аналогового мовлення регіонального державного телеканалу «Крим» на 12 ТВК у Сімферополі[12].
- Початок аналогового мовлення регіонального державного телеканалу «Крим» на 37 ТВК у Севастополі[5].
- Початок аналогового мовлення регіонального державного телеканалу «Крим» на 5 ТВК в Алупці[13].
- Початок аналогового мовлення регіонального державного телеканалу «Крим» на 33 ТВК в Алушті[14].
- Перехід аналогового мовлення регіонального телеканалу «ТВ-5» з 48 на 8 ТВК у Запоріжжі[15].
- Початок аналогового мовлення регіонального державного телеканалу «Харків-2» на 39 ТВК в Харкові[16].
- Початок мовлення нового слов'янського регіонального телеканалу «САТ»[17].
- Початок аналогового мовлення регіонального державного телеканалу «Крим» на 21 ТВК в Джанкої[18].
- Початок мовлення нового черкаського регіонального телеканалу «Ільдана».
- Початок аналогового мовлення регіонального державного телеканалу «Крим» на 3 ТВК в Керчі[19].
- Початок аналогового мовлення регіонального державного телеканалу «Крим» на 12 ТВК в Кіровському[20].
- Початок аналогового мовлення телеканалу «ICTV» на 52 ТВК в Мелітополі[21].
- Початок аналогового мовлення регіонального державного телеканалу «Крим» на 34 ТВК у Петрівці[22].
- Початок мовлення нового приморського регіонального телеканалу «ЮГ»[23].
- Ребрендинг регіонального «Самбірського телебачення» у «Телефакт»[24].
- Початок аналогового мовлення регіонального державного телеканалу «Крим» на 11 ТВК в Совєтському і на 28 ТВК у Стерегущому[25][26].
- Початок аналогового мовлення регіонального державного телеканалу «Крим» на 3 ТВК в Судаку[27].
- Початок аналогового мовлення регіонального державного телеканалу «Крим» на 8 ТВК у Феодосії[28].
- Початок аналогового мовлення регіонального державного телеканалу «Крим» на 21 та 23 ТВК в Ялті[29].